# مريم بنت أحمد عيشه
مريم بنت أحمد عيشه سياسية موريتانية. ويرد اسمها في بعض الأحيان بصيغة مريم منت أحمد عيش أو مريم بنت أحمد عيشا. شغلت منصب وزيرة شؤون المرأة من عام 1992 حتى 1994، ثم عينت وزيرة مكلفة بشؤون المرأة من عام 1994 حتى 1995. والدها هو الشيخ أحمد عيشه، أحد أعيان موريتانيا الذين حرصوا على أن يتلقى أطفالهم تعليماً جيداً للغاية. ولدت مريم وترعرعت في مدينة أبي تلميت المعروفة بأنها مسقط رأس العديد من الأكاديميين والمثقفين وكبار المسؤولين الحكوميين منذ استقلال البلاد وحتى اليوم، وتسمى أيضا العاصمة الثقافية لموريتانيا.
تعد مريم رئيسة الجمعية الموريتانية لتعزيز الأسرة (AMPF) التي تأسست عام 1990، وركزت في المقام الأول على توعية عامة المواطنين، وبخاصة القادة السياسيون والدينيون في البلاد بالفوائد الشخصية والاقتصادية لتنظيم الأسرة، وعلى تعزيز توفير خدمات الصحة الجنسية والإنجابية المناسبة. توفر جمعية AMPF خدمات الصحة الجنسية والإنجابية بما في ذلك تنظيم الأسرة (FP)، وتقديم المشورة قبل الولادة وبعدها، وتطعيم الأم والطفل، وتقديم الاستشارة الطبية للأطفال، والرعاية والإحالة غير المكتملة للإجها، والحماية من فيروس نقص المناعة المكتسبة (الإيدز) بما في ذلك الوقاية من انتقال الفيروس من الأم إلى الطفل، والاستشارات العامة للصحة الجنسية والإنجابية.
تقوم بتنفيذ التوعية وخلق الوعي بشكل غير مباشر من خلال عيادات تلقيح الأطفال، وعبر البرامج التي تقدم المشورة الخاصة بالتغذية، ومن خلال خدمات صحة الأم والطفل العامة (مطلب حاسم في بلد يخضع لمستويات عالية من وفيات الأمهات والأطفال).
تلتزم جمعية AMPF بتحسين وضع المرأة كمبدأ أساسي إذا كان للظروف الديموغرافية للبلاد أن تتغير إلى الأفضل. إن نشر الوعي بفوائد التباعد بين الولادات هو عنصر مهم في ذلك، إضافة إلى تعزيز الفرص الاقتصادية للمرأة. شاركت جمعية AMPF في إنشاء عدد من التعاونيات الحرفية رغبة في تحقيق هذا الهدف. وقد بُذلت جهود خاصة للوصول إلى السكان المهمشين والمحرومين.
ساهمت جهود جمعية AMPF في النقاشات والحوارات السياسية حول سن قانون الصحة الإنجابية، والأحكام الشرعية التي تحظر تشويه الأعضاء التناسلية الأنثوية (FGM) والممارسات الضارة الأخرى. تتمتع جمعية AMPF بسمعة طيبة ولديها شراكات إستراتيجية مع وزارة الصحة ومنظمات المجتمع المدني الأخرى ومع صندوق الأمم المتحدة للسكان. الإبهام  